# Томонд

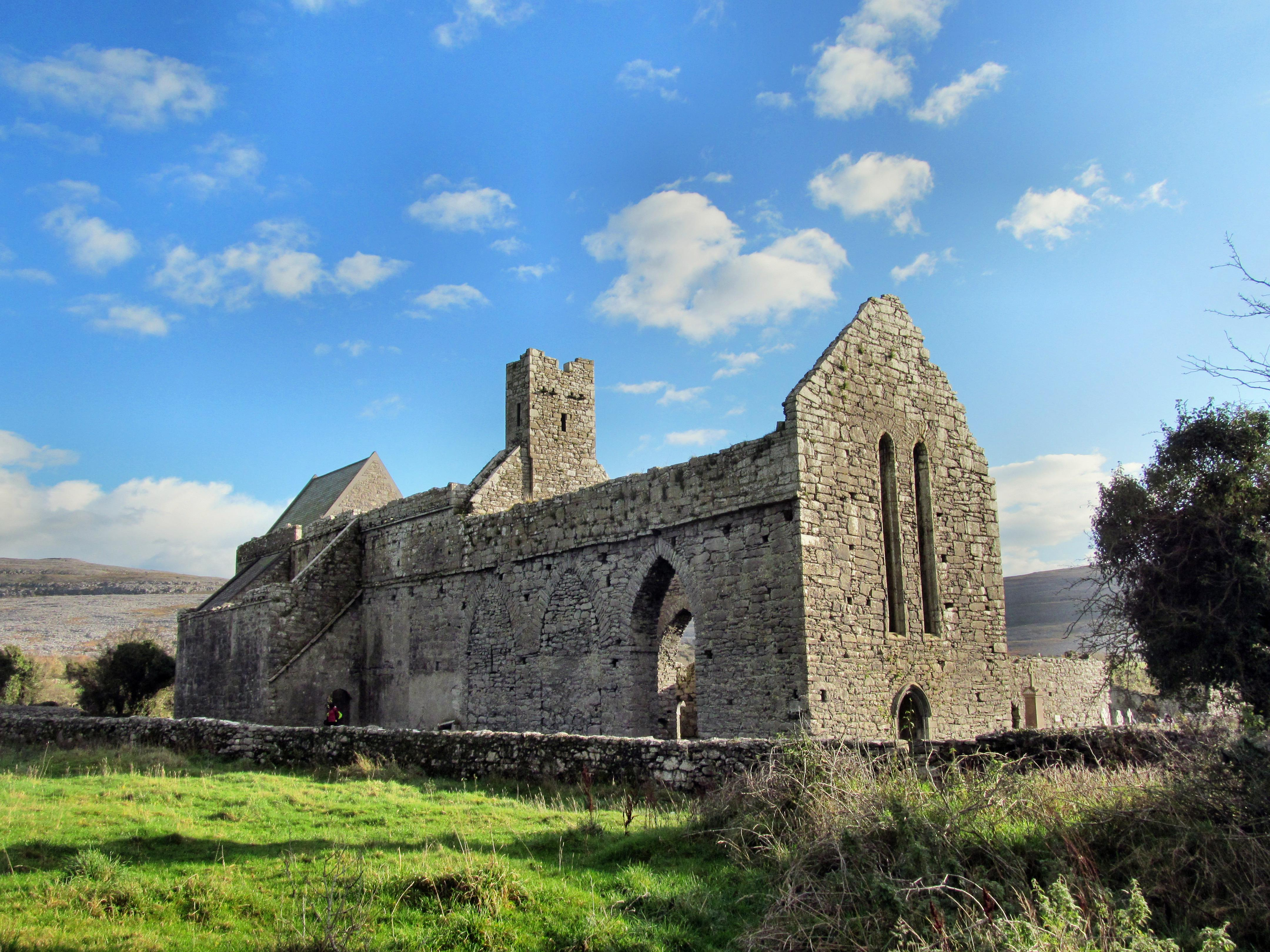
Абатство Коркомроу — місце спочинку короля Томонду Конхобара на Суйдайне О'Бріана.

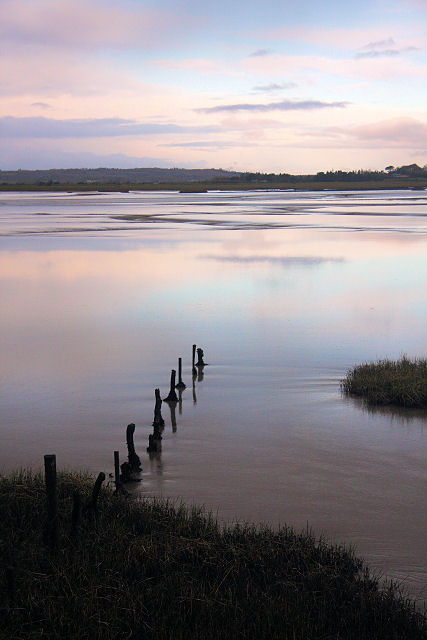
Річка Фергус, де втопився король Доннхад мак Бріан О'Бріан.

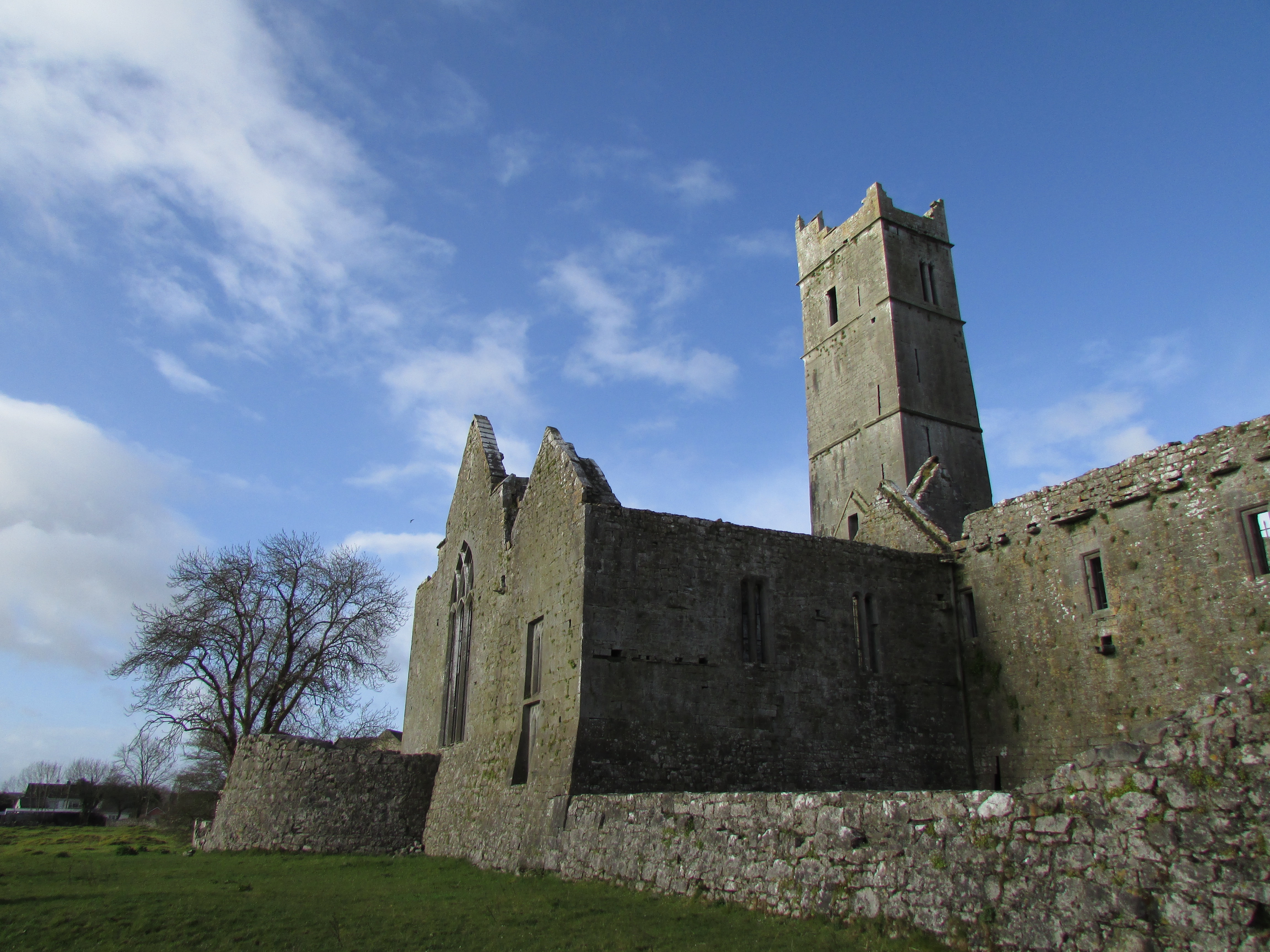
Абатство Квін — перебудоване Шода Мак Кон Мара, що став головою міста Лімерік у 1369 році.

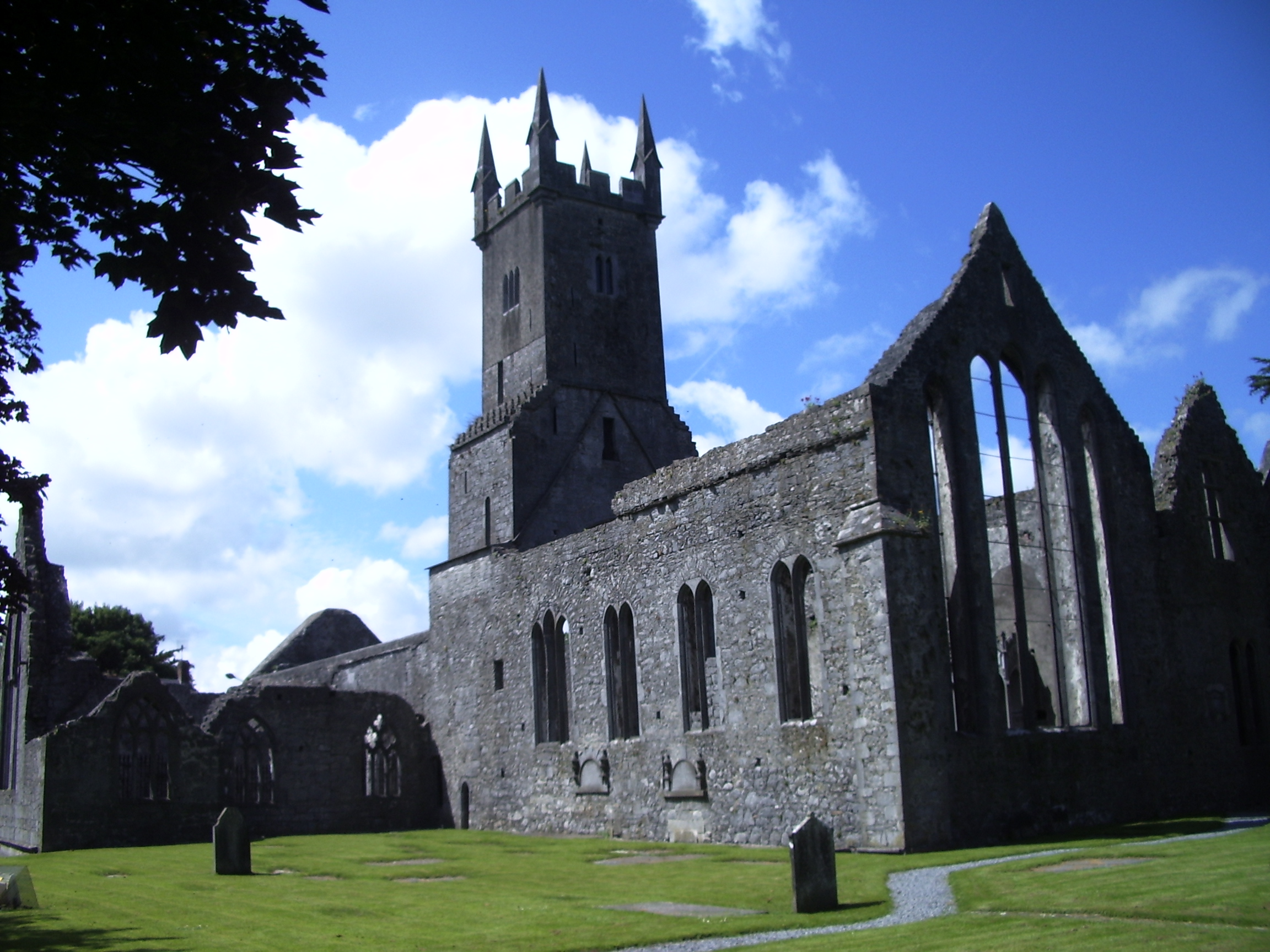
Монастир францисканців Енніс Фраяр — заснований 1242 року королем Томонду.

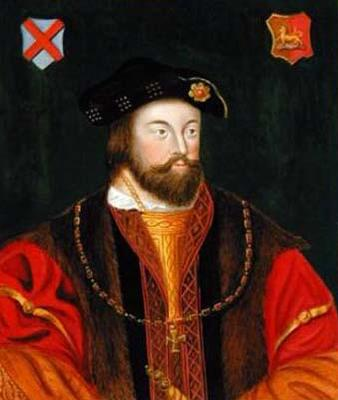
Томас Фітцджеральд — «Шовковий Томас» — лорд Ірландії, очолив повстання, результатом якого було знищення Англією королівства Томонд.

Томонд (англ. Thomond, ірл. Tuadhmhumhain, сучасна ірл. Tuamhain) — Туадмуман, Туаман, Тувань, Туавувань — королівство у середньовічній Ірландії. Існувало у 1118—1543 роках. Столиця — місто Клонроад (Енніс, Ініс). Королівство було розташоване на території нинішніх графств Клер, Лімерік, Тіпперері (частково). Держава була вотчиною клану Дал г-Кайс, хоча на землях королівства жили й інші ірландські клани. Утворилося у 1118 році після розпаду давнього королівства Манстер (Муму), внаслідок ворожнечі кланів Бріан (О'Браєн) та Мак Карті. Манстер розпалося на королівства Томонд (Північний Манстер) та Десмонд (Південний Манстер). У цей час Англія намагалася завоювати Ірландію, але королівство Томонд чинило відчайдушний опір і лишалося незалежною ірландською державою до 1543 року.
Про точне походження населення королівства Томонд історики дискутують. Вважається, що клан Десі Муман мігрував з центральної Ірландії у V—VIII століттях на цю територію і взяв під свій контроль землі, які до цього належали клану Ві Фіахрах з королівства Коннахт. Потім клан Дал г-Кайс, який був гілкою клану Десі Муман, захопив владу в усьому королівстві Манстер, усунувши від влади клан Еогнахта. Найбільш відомою людиною клану Дал г-Кайс був верховний король Ірландії Бріан Бору (Браян Борума), який зумів на короткий час об'єднати Ірландію і вигнати з Ірландії вікінгів, розгромивши їх у битві під Клонтарфом. Чотири покоління королів після Бріана Бору не змогли зберегти цілісність Ірландії й, навіть, цілісність королівства Манстер — королівство розпалося.
Протягом понад 400 років з часу початку англо-норманського завоювання Ірландії гели (ірландці) чини опір завойовникам, але поступово втрачали землі, одне королівство за іншим. Королівство Томонд протистояло завойовникам і виграло багато битв з англійцями. Найвідомішою з них була битва Дісерт О'Де. Відомими борцями за незалежність Ірландії були Браян Сремах О'Бріан та Тадг Томайд О'Бріан. Королівство Томонд було завойоване англійцями після поразки повстання Шовкового Томаса.

## Історія королівства Томонд

### Виникнення з королівства Манстер (Муму)
Королівство Манстер (Муму) було теоретично васальним королівством південно-західної Ірландії, було номінально васалом верховного короля Ірландії, але практично — незалежним. Королівством володів клан О'Браєн (Ва Бріан). Останніми відомими і могутніми королями були Тойррделбах Ва Бріан та його син Муйрхертах — правили у 1072—114 роках. Їхньою столицею було місто Лімерік. З метою об'єднати всю Ірландію під своєю владою і стати верховним королем Ірландії Муйрхертах провів у 1111 році церковну реформу зі створенням єпархій по всій Ірландії. Він мав підтримку короля Норвегії Магнуса Барелега і норманського барона Арнульфа Монтгомері з Уельсу, що були пов'язані з королем Манстеру внаслідок шлюбу, укладеного в 1102 році. На це вкрай вороже зреагував верховний король Ірландії з клану О'Ніл (Ві Нейлл) Домналл Мак Лохлайн, що був одночасно королем Айлеху (Ольстер). Муйрхертах спробував поширити свою владу, або хоча б свій вплив на північ Ірландії, але невдало. Коли він захворів у 1114 році, його скинув з трону його брат Діармайт. Муйрхертах спробував повернути собі владу, але помер у 1119 році і владу в королівстві та в клані повністю захопив його брат. Мак Лохлайн спробував утвердитися на троні верховних королів Ірландії, але його плани були зірвані його колишнім союзником — королем Коннахту Тайррделбахом Ва Конхобайром, що уклав спілку з кланом О'Браєн. У 1118 році Конхобайр розділив королівство Манстер між двома синами Діармайта та Таг Мак Карті. У північній частині клан О'Браєн утворив королівство Томонд (Туад Мумайн — Північний Манстер), а в південній клан МакКарті утворив королівство Десмонд (Дес Мумайн — Південний Манстер).

### Війни з норманами та громадянська війна
Наприкінці XII століття почалося англо-норманське вторгнення в Ірландію. Завоювання Ірландії затяглося на кілька століть — ірландські клани чинили шалений спротив, більша частина Ірландії лишалася незалежною, на завойованій території — так званому Пейлі ірландці постійно повставали проти англійської влади. Одним з ірландських королівств, які чинили спротив англо-норманським завойовникам було королівство Томонд. Але боротьба ускладнювалась тим, що численні ірландські королівства та клани були розрізнені і ворогували між собою і багато хто в Ірландії вороже ставився до клану О'Браєн. Під час початку вторгнення норманів в Ірландію в 1169 році королем Томонду був Домналл Мор О'Браєн (ірл. Domhnall Mór Ó Briain). Він був прихильником реальної і обережної політики. Його головною проблемою було збереження влади в королівстві Томонд. Крім того, інші сусідні ірландські королівства — Коннахт, Десмонд, Оссорі ставились до королівства Томонд вороже. Ведучи політичну гру, Домналл навіть визнав короля Англії Генріха II сюзереном Ірландії, а себе васалом. Це відбулось у 1171 році в Кашелі лише через два роки після того як Плантагенети спробували завоювати Томонд і дарувати його Філіпу де Брасу. Проте ситуація знову швидко змінилася — у 1174 році клан Дал г-Кайс, що панував в Томонді розгромив армію норманів у битві під Турлес (ірл. Thurles) і знищив при цьому понад 700 норманських лицарів. У наступному році Раймонд ле Грос (норм. Raymond le Gros) захопив Лімерік з моря. Домнал відбив Лімерік, але важкою ціною — Лімерік перетворився в руїни. Але 20 років після цього королівство Томонд було в безпеці і мирі.
Після смерті короля Домналла Мора почався період міжусобиць у королівстві Томонд, внаслідок чого королівство занепало і зменшилось у розмірах. Брати Муйрхертах Фінн О'Бріан (ірл. Muircheartach Finn Ó Briain) та Конхобар Руад О'Бріан (ірл. Conchobhar Ruadh Ó Briain) воювали один з одним за трон і корону у 1198—1203 роках. Муйрхертах був осліплений норманами у 1208 році і зрікся своїх претензій на трон. Доннхад Кайпрех О'Браєн зіштовхнувся з опозицією з боку кланів Мак Кон Мара та О'Койн. Крім того війну проти нього почав клан Мак Гормайн з королівства Лагін. Доннхад пішов на спілку з норманом де Бургом. За цю спілку він мусив потім платити дорогою ціною. Томонд із королівства міг перетворитися на графство під контролем норманів. Доннхад переніс свою столицю в Клонроад.
Наступ на королівство Томонд нормани відновили під час правління Конхобара на Суйдайне О'Браєна. Король Англії Герріх III «дарував» ще не завойовані землі королівства Роберту де Мускрегосу та Джону Фітцджефрі. Два феодали з роду де Мускрегос збудували в графстві Клер два замки і замок Банретті. Це була явна загроза королівству Томонд. Конхобар і його син Тадг Кел Ішке О'Бріан (ірл. Tadhg Cael Uisce Ó Briain) взялися за зброю і вбили багатьох із нормандських лицарів у 1257 році. У наступному році вожді ірландських кланів та королі ірландських королівств уклали спілку проти норманів і зустрілися на берегах озера Лох-Ерн для переговорів. Вони планували відродити єдність Ірландії, відновити трон верховного короля Ірландії і висунули Бріана О'Нейлла (ірл. Brian Ó Néill) на трон верховного короля Ірландії. Але Тадг був гордий і впертий і вимагав, щоб тільки його батько може бути верховним королем Ірландії. Внаслідок цього клан Дал г-Кайс вийшов зі спілки і не брав участь у битві під Друїм Дерг. Ірландці були розбиті.
Бріан Руад О'Бріан (ірл. Brian Ruadh Ó Briain) розбив англо-норманів, спалив замок Клер, змусив феодалів де Мускрегос тікати в Уельс. Але Бріана не підтримали ірландці. Зокрема клани Мак Кон Мара, О'Дегайд, Мак Гормайн підтримали Тойрделбаха О'Бріана — сина Тадга Кела Ішке і почали війну проти Бріана Руада. Цим скористався король Англії Едвард II, що «дарував» Томонд своєму васалу Томасу де Клеру. Наступні події ввійшли в історію як Катрейм Тойрделбах. Бріан відновив свою столицю Клонроад за допомогою графа де Клер. Тойрделбах прибув з армією з Голуея, отримавши підтримку феодалів де Бург, і знову захопив владу в королівстві Томонд. У 1277 році Бріан був страчений «союзниками» в Банретті, але граф де Клер потім помирився з його сином Доннхадом мак Бріаном і підтримав його в боротьбі з Тойрделбахом. Ворожнеча тривала до того часу, як Доннхад не потонув у річці Фергус біля Ісландмаргат. Тойрделбах став королем, а клан Мак Кон Мара ворогував з графом де Клер.
Конфлікт між цими двома лініями клану тривав кілька поколінь. Ворогували Доннхад мак Тойрделбаз О'Бріан (за підтримки Вільяма Ліата де Бурга) і Діармуйд Клейрех О'Бріан (за підтримки Річарда де Клера). Діармуйд переміг під час битви під Банретті в 1311 році. Але потім Діармуйд і його двоюрідний брат Доннхад були вбиті під Коркомро. Після цього вождем клану Тадг став Муйрхертах мак Тойрделбах О'Бріан. Вождем клану Бріан Руад став Доннхад мак Домналл О'Бріан. Війна Едварда Брюса за незалежність Ірландії призвела до несподіваних результатів і небачених досі альянсів. Доннхад підтримав Едварда Брюса і його колишній покровитель де Клер став його ворогом. Муйрхертах тепер панував у королівстві Томонд і через зв'язки з де Бургом номінально був на стороні лорда Ірландії. Кузени билися один проти одного в битві під Атерні. Доннхад і більшість людей з клану Бріан Руад загинули під час битви під Коркомро в 1317 році. Кінець претензій де Клера на королівство Томонд настав після битви під Дісерт О'Де завдяки рішучим діям Конхобара О'Дегайда, що розбив англійську армію.

### Єдність і відродження
Останньою відносно успішною спробою норманів грати гру «розділяй і володарюй» щодо королівства Томонд була спроба Моріса Фітцджеральда — графа Десмонда. Він був сильною і вольовою людиною і планував сам стати верховним королем Ірландії. Він підтримував Бріана Бана О'Бріана під час повалення Діармуйда з клану Тадг під час подій 1343—1350 років. Але вирішальним стало втручання в справу клану Мак Кон Мар, що призвело до відновлення влади Діармуйда. Невдалю була спроба норманів захопити замок Бунратті силами Томаса де Рокебі у 1353—1355 роках. Нормандське лордство було дуже ослаблене внаслідок війн Едварда Брюса у 1315—1318 роках. У 1349 році до Ірландії поширилася пандемія «Чорної смерті» — вона просто викосила населення міст, які контролювали англо-норманські завойовники. Крім того, англійські війська були задіяні в Столітній війні, а потім у війні Червоної і білої троянд і не могли в цей час успішно воювати в Ірландії. Все це дозволило в XIV—XV століттях ірландцям перейти в наступ і досягти відродження Ірландії та її прагнень до незалежності і територіальної цілісності.
Браян Бан був останнім з клану Бріан Руад, хто став королем. У 1350 році клан Тадг запанував у королівстві. Махгамайн Манмайге О'Бріан прийшов до влади після смерті свого дядька Діармуйда, він успадкував трон завдяки тому, що він був прийомним сином Менмайге. Його спадкоємність була оскаржена його дядьком і братом: Тойрделбахом Маол О'Бріаном та Браяном Шремахом О'Бріаном. Браян Шремах переміг. Його дядько намагався заручитися підтримкою графа Десмонда, але Браян розбив їх під Крум. Королівство Томонд знову закріпилося в Лімеріку, Шода Кам Мак Кон Мара поселився в місті в ролі союзника в 1369 році. Спілка з феодалами де Бург зберігалася тривалий час. Коли король Англії Річард II у 1399 році відвідав Ватерфорд королівство Томонд заплатило йому мінімальну данину і отримало гарантії миру. Королівство Томонд мало тепер надійні і міцні позиції в політичній грі і 26 років під час правління короля Томонду Конхобара Мак Махгамна О'Бріана було в мирі і достатку.
У 1426—1459 роках в королівстві панували три сини Браяна Шремаха — Тадг Ґлеморе О'Бріан, Махгамайн Далл О'Бріан, Тойрделбах Боґ О'Бріан. Махгамайн Далл О'Бріан був повалений своїм братом Тойрделбахом Боґ О'Бріаном за допомогою армії де Бурга (з яким він мав шлюбні зв'язки). Потім до влади прийшов син Тойрделбаха — Тадг Хомайд О'Бріан. Він скористався тим, що в Англії йшла війна Червоної і Білої троянд і уклав спілку з кланом Нейлл в 1464 році і планував визволити Ірландію. Граф Десмонд змушений був повернути королівству Томонд чисельні території. Короля Томонд підтримали клани Ленстеру (Лагіну), зокрема клан Мак Фірбісіг і планували проголосити його верховним королем Ірландії.
Королівство Томонд у XV столітті було багатим королівством. Домналл Мак Ґормайн (пом. у 1484 році) був найбагатшою на той час людиною в Ірландії. Під час правління короля Конхобара на Шрона О'Бріана королівство Томонд підтримувало альянс із Мак Вільямом Вахтаром Кланрікардом та з кланом Батлер. У спілці з ними королівство Томонд виступило проти Фітцджеральда Кілдарі, що викликало різкий спротив з боку Джеральда Фітцджеральда — графа Кілдарі, лорда Ірландії, що був маріонеткою Тюдорів та короля Генріха VII. Конхобар зітнувся з його армією в битві під Баллігікей, що біля Квіна в 1496 році і розгромив їх. Тойрделбах Донн О'Бріан, будучи союзником Гліка Фіонн Бурке, разом із кланами Мак Кон Мара та О'Бріан Ара брав участь у битві під Кнокдоу в 1504 році проти графа Кілдера. Війна почалася з ворожнечі між феодалами де Бург та кланом Ві Майне. Потім клан О'Бріан переміг графа Кілдера в битві під Мойн на Брахайр, що в Лімерику. Королівство Томонд підтримало клан О'Нейлл у боротьбі проти клану О'Домнайлл на півночі Ірландії. Наприкінці свого життя Тойрделбах намагався захистити клани О'Кербайлл Ейле від зазіхань графа Ормонда Камуса в битві під Кашелем і загинув від кулі ворога.

### Падіння королівства Томонд
Падіння королівства Томонд відбулося в XVI столітті. Низка подій, що привели до цього, відбулися під час повстання Фітцджеральда — графа Кілдара, що ввійшов в історію як «Шовковий Томас». У 1534 році батько Шовкового Томаса — лорд Ірландії був викликаний в Англію наказом короля Генріха VIII. Стало ясно, що король вирішив знищити Фітцджеральдів. Шовковий Томас підняв повстання. Він знайшов підтримку серед ірландських кланів, зокрема його підтримав клан О'Кербайлл Ейле, а потім і король Томонду Конхобар Мак Тойрделбайг О'Бріан. Проти них виступив генерал Леонард Грей, якому вдалось відрізати королівство Томонд від решти Ірландії, знищити міст Кіллалоу та напасти на клан Далг-Кайс на схід від річки Шеннон.
Повстання Шовкового Томаса було придушене до кінця 1535 року. Королівство Томонд отримало репутацію ворога Англії. Клан Батлер став на сторону англійських військ. Леонард Грей напав на замок Каррігогуннелл, що став символом незалежності Ірландії і останньою твердинею ірландців на шляху англійських завойовників. Після падіння замку Конхобар продовжував війну проти англійців, спираючись на підтримку клану МакКон Мара. Перемир'я було укладено у 1537 році.
Після смерті Конхобара трон успадкував його брат — Мурхад Каррах О'Бріан — король, що спочатку намагався допомогти королю Конну Бакаху О'Нейллу оборонити своє королівство Тір Еогайн, але потім зрозумів марність цієї справи і здався Тюдорам. У 1542 році був скликаний парламент колаборантського «Ірландського королівства», на якому розглядали справу Мурхада Карраха О'Браяна та Шода Мак Кон Мара. Королівство Томонд включили до складу королівства Ірландія, королем якого був король Англії. Мурхад отримав титул графа Томонд, Доннхад став бароном Ібракан. Проте, Домналл О'Бріан та Тадг О'Бріан продовжували опір і не погоджувалися з капітуляцією. Домналл здобув перемогу у битві під Спансел-хілл у 1559 році, але це вже не змогло порятувати королівство Томонд.